# Carlos Monzón, el segundo juicio
Carlos Monzón, el segundo juicio es una película-documental de 1996 dirigida por Gabriel Arbós, escrita por Daniel Ginhson y Aníbal E. Uset, y protagonizada por Norma Aleandro y José Luis Alfonzo. El filme describe el lugar y los hechos procesales que provocaron el encarcelamiento del boxeador Carlos Monzón.
Es el primer largometraje de Arbós como director. La familia de Monzón se opuso al filme y en Rosario se pidió, sin resultado, la prohibición de su exhibición.

## Sinopsis
Se trata de un documental donde se detalla paso por paso cómo fue el juicio al que fue sometido el mítico boxeador santafesino Carlos Monzón tras asesinar en un hecho violento, el 14 de febrero de 1988, a la modelo y vedette uruguaya Alicia Muñiz, y del que fue condenado a once años de prisión.

## Reparto
- Norma Aleandro como la Jueza.
- Jesús Berenguer como el Dr. De La Canale (defensor).
- José Luis Alfonzo como Carlos Monzón.
- Elio Marchi como El narrador.
- Arturo Bonín como Daniel Tinayre.
- Luis Luque como un Médico cirujano.
- Héctor Malamud como Rafael Báez, el cartonero.
- Arturo Maly como Tonelli, el médico forense.
- Fernán Mirás como Carlos Alberto.
- Leonardo Sbaraglia como un Joven médico.
- Carola Reyna como Alicia Muñiz.
- Jorge García Marino como Segundo juez.
- Vando Villamil como Fiscal de cámara.
- Fernando Álvarez como Moyano.
- Emilio Bardi como un Amigo de Santa Fe.
- Fabián Rendo como Secretario del Tribunal.
- Ana Avalos como Asistente de la defensa.
- Oscar Ferrigno (hijo) como Hincha.
- Pepe Monje como Oficial Parodi.
- Victoria Onetto como Hilda.
- Leandro Regúnaga como el Segundo amigo de Santa Fe.
- Gabriela Salas como María.
- Oscar Rodríguez
- Silvina Segundo
- Clarisa Waldman
- Pablo Nápoli
- Daniel Alarte
- Julia Calvo
- Roberto Franco (II)
- Pedro Stocki
- Giselle Tcherniak como Susana Giménez.

## Banda sonora
https://www.youtube.com/watch?v=4fzg2i7s8Hs&t=3s

## Comentarios críticos
En nota firmada por GJC opinó del filme en El Amante del Cine:

”Viejo y soporífero informe.”

Adolfo Martínez escribió en La Nación:

”Un retrato sin sorpresas de un tema que podría haber evitado los lugares comunes y el fárrago verbal que transforma en moroso todo lo que ocurre.”

En Clarín dijo Rafael Granados:

”Ningún golpe bajo. No cae en el sensacionalismo, no desliza la más mínima conjetura propia…la mirada es respetuosa…El film, aunque digno, no conmueve; informa con letra cuidada y pulcra.”